# Eksplozja na wyspie Black Tom
Eksplozja na wyspie Black Tom w nocy 30 lipca 1916 roku w Jersey City była efektem akcji sabotażowej w składowisku amunicji, przeprowadzonej najprawdopodobniej przez niemieckich agentów, dla zapobieżenia wysyłce jej do państw Ententy walczących z państwami centralnymi na frontach I wojny światowej.

## Wyspa Black Tom
Nazwę "Black Tom" nosiła w przeszłości wysepka położona w Zatoce Nowojorskiej w pobliżu Wyspy Wolności. Nazwa wywodziła się od legendarnego samotnego czarnoskórego mieszkańca o imieniu Tom. Do roku 1880 połączono wyspę z lądem stałym budując groblę i linię kolejową celem przekształcenia jej w głębokowodne nabrzeże przeładunkowe. W latach 1905–1916 firma transportowa, która była właścicielem wyspy i grobli, powiększyła wyspę do wodnej granicy Jersey City. Teraz znajdował się tam długi na milę pirs z torowiskami i magazynami National Dock and Storage Company.
Po wybuchu I wojny światowej Black Tom była głównym punktem przeładunkowym amunicji produkowanej na obszarze północnego wschodu Stanów Zjednoczonych. Przed podjęciem w roku 1915 blokady państw centralnych przez Royal Navy, amerykański przemysł zbrojeniowy mógł handlować z kim chciał. Po jej wprowadzeniu głównymi odbiorcami stały się Wielka Brytania i Francja.
Według posiadanych informacji w dniu ataku w wagonach kolejowych na wyspie znajdowała się kilotona amunicji, a ponadto około 40 ton TNT na Barce Nr 17, oczekujących na załadunek i wysyłkę do Europy.

## Eksplozja

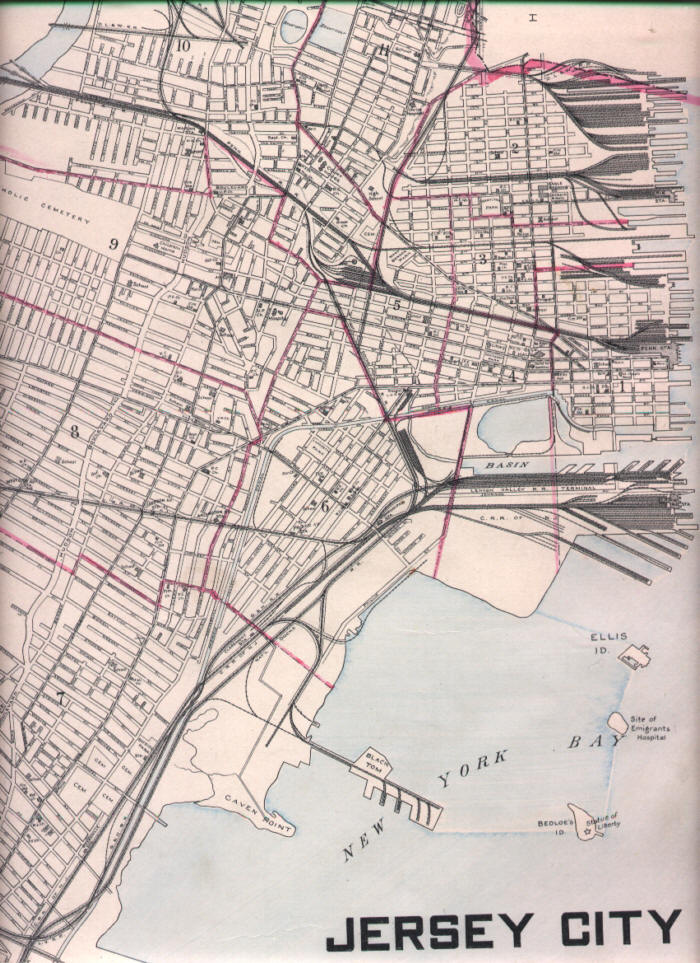
Wyspa Black Tom połączona pomostem z Jersey City

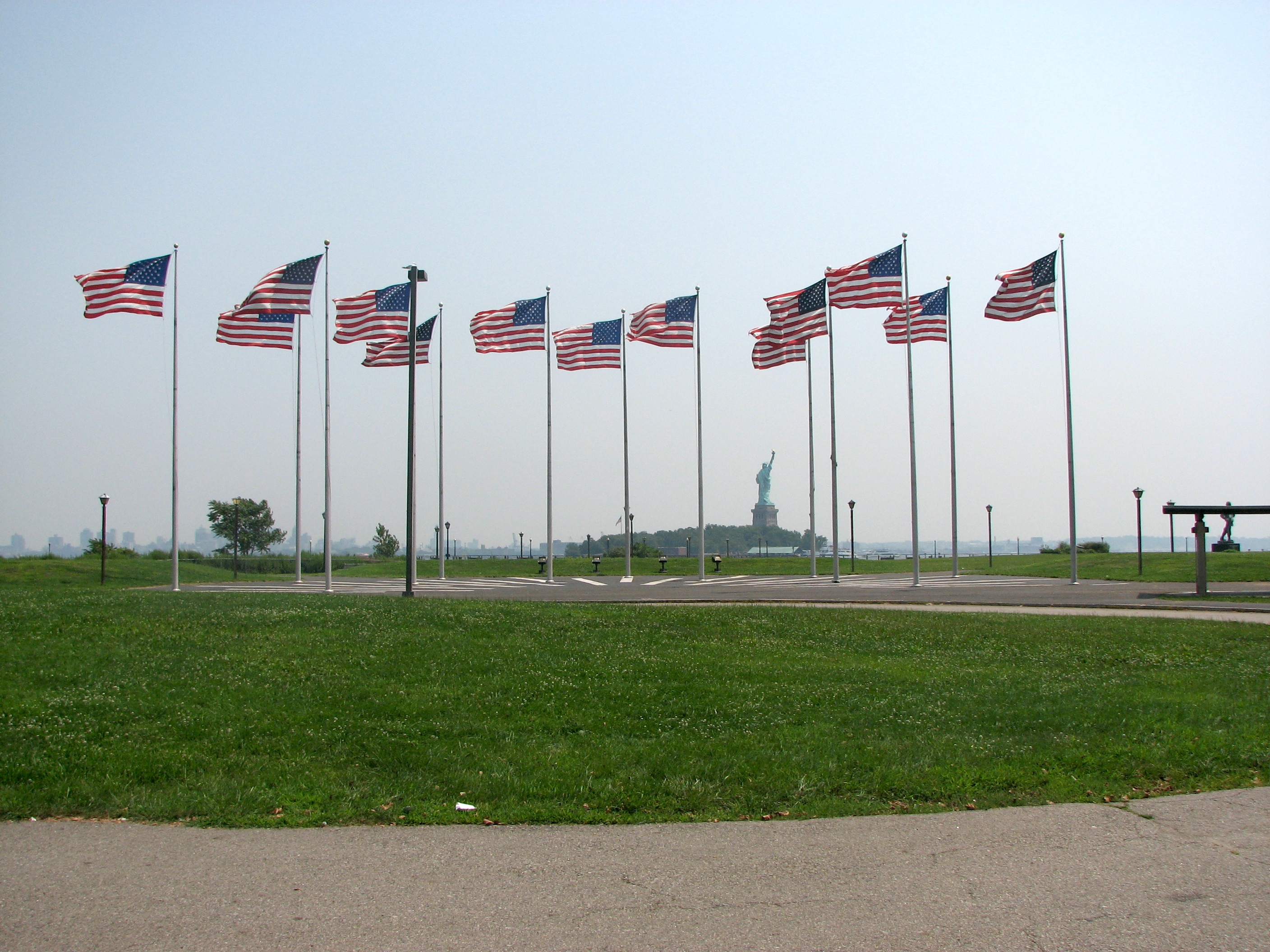
Widok Statui Wolności z miejsca wybuchu

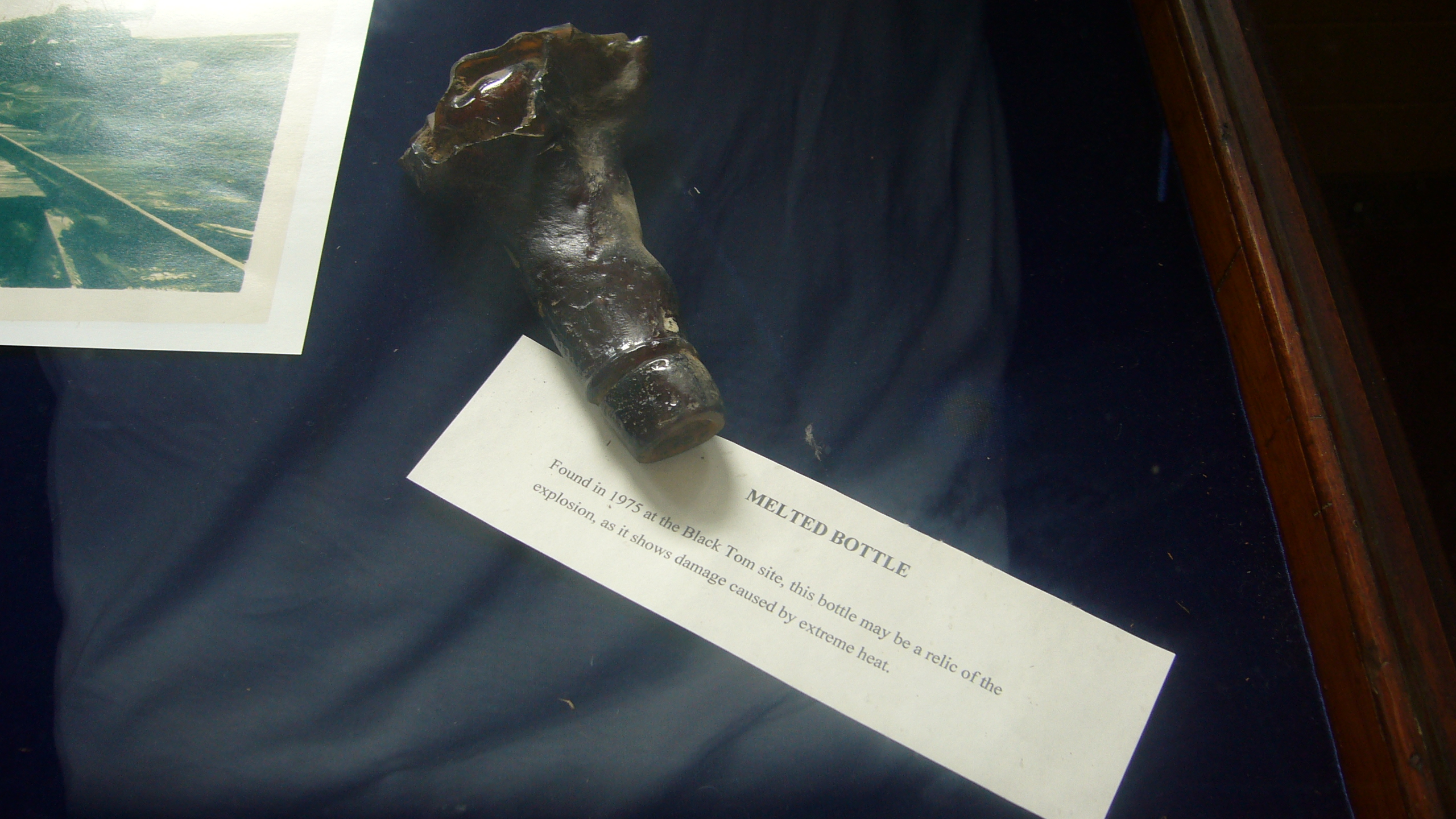
Stopiona butelka znaleziona na miejscu wybuchu

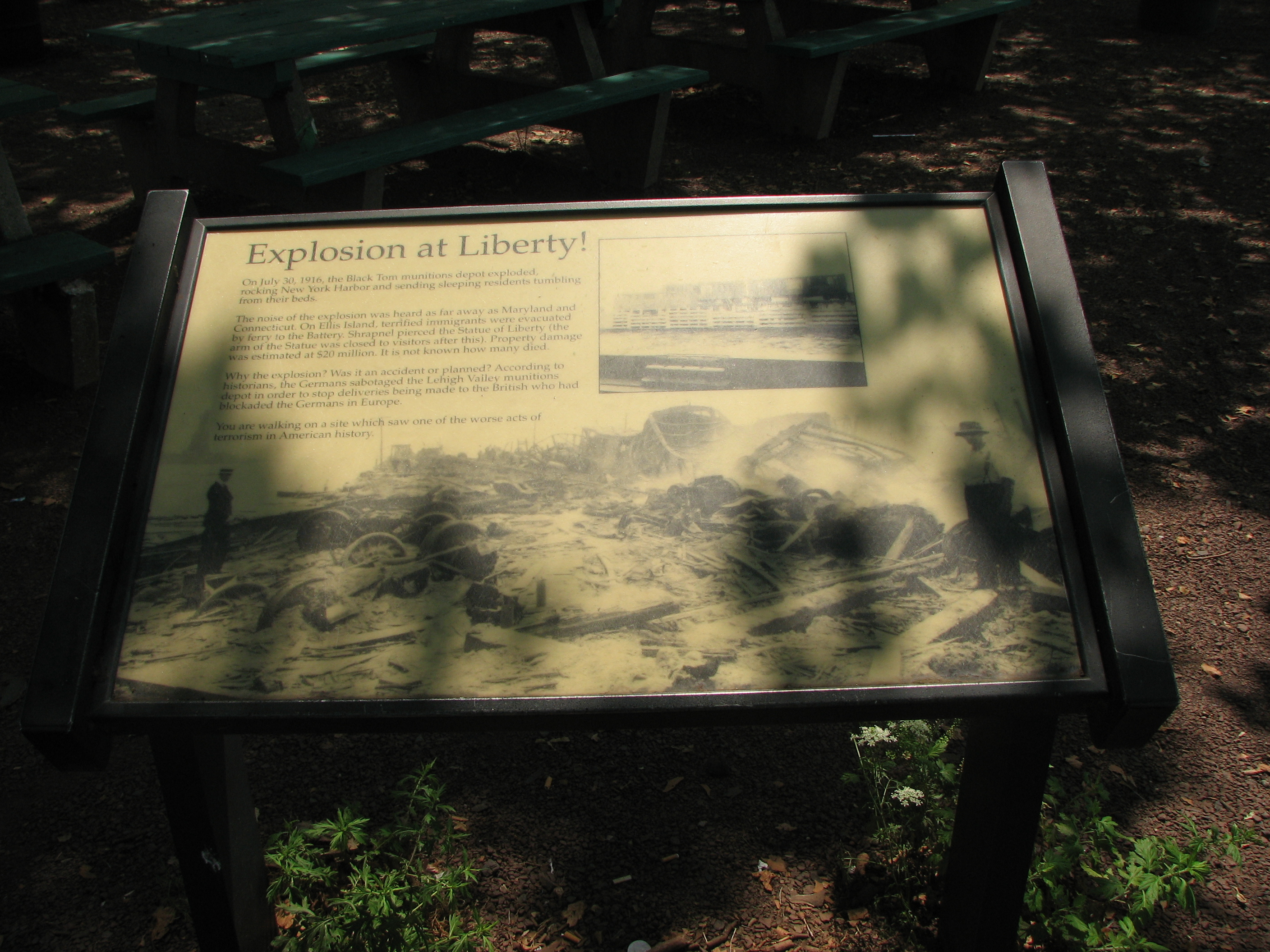
Tablica upamiętniająca ofiary

Po północy na nabrzeżu zaobserwowano kilka niewielkich ogni. Część pilnujących towaru strażników rzuciła się do ucieczki w obawie wybuchu, inni jednak zostali i wezwali na pomoc straż pożarną z Jersey City.
O godzinie 2:08 (6:08 GMT) nastąpiła pierwsza i największa eksplozja. Odłamki leciały we wszystkich kierunkach; jeden z nich uszkodził Statuę Wolności, inny wieżę zegarową budynku gazety "Jersey Journal" (odległego o ponad milę) zatrzymując pracę zegara o godzinie 2:12. Siła wybuchu była odpowiednikiem trzęsienia ziemi o sile 5.0-5.5 w skali Richtera, co odczuwano nawet w Filadelfii.
W promieniu 40 km wyleciały szyby z okien, w tym tysiące na dolnym Manhattanie. Ściana czołowa ratusza Jersey City uległa spękaniu, drobnym uszkodzeniom uległ Most Brooklyński. Nawet w odległym stanie Maryland ludzie zrywali się z łóżek myśląc, że to trzęsienie ziemi.
Szkody wyrządzone przez eksplozję obliczano na 20 milionów USD (399 milionów w roku 2010). Uszkodzenie pochodni i płaszcza Statui Wolności obliczono na 100,000 USD (1,993,000 w roku 2009).
Imigrantów przebywających na Ellis Island ewakuowano na dolny Manhattan. Raporty policyjne i szpitalne nie są zgodne, ale można przyjąć, że zginęło siedem osób, a wśród nich: policjant z Jersey City, szef policji kolejowej Lehigh Valley Railroad, 10-tygodniowe niemowlę, dowódca barki. Rannych były setki.
Mniejsze wybuchy trwały przez kilka godzin po pierwszej eksplozji.

## Śledztwo
Natychmiast aresztowano dwóch strażników, którzy zapalili pochodnie z citronellą, będące repelentami przeciwko komarom. Szybko okazało się jednak, że to nie mogło być przyczyną eksplozji, a także, że wybuch nie nastąpił przez przypadek. Następnym był słowacki imigrant Michael Kristoff, który służył w US Army, ale przed wybuchem wojny trudnił się noszeniem bagaży niemieckich podróżnych. Według jego zeznań dwaj spośród strażników mogli być niemieckimi agentami. Uznano za prawdopodobne, że w zamachu wykorzystano techniki stosowane przez agentów z otoczenia niemieckiego ambasadora, którym był hrabia Johann Heinrich von Bernstorff, i że prawdopodobnie użyto "bomb ołówkowych" wynalezionych przez kapitana Franza von Rintelena. Jakkolwiek dochodzeniowcy uznali za winnych agentów niemieckich, późniejsze śledztwo wskazywało na powiązania z zamachem hinduskiej partii Ghadar. Franz von Papen (wówczas attaché wojskowy ambasady) był przypuszczalnie zaangażowany w obie te sprawy. Jeszcze później Dyrekcja Wywiadu Marynarki znalazła nici prowadzące do niepodległościowych ruchów irlandzkich, hinduskich, a nawet do komunistów.
Na skutek zniszczeń powstałych podczas eksplozji pochodnia Statui Wolności została wówczas zamknięta dla publiczności.
Linie kolejowe Lehigh Valley Railroad Company wystąpiły z roszczeniami wobec Niemiec zgodnie z postanowieniami Traktatu Berlińskiego. W roku 1939 mieszana komisja amerykańsko-niemiecka uznała, że winę za katastrofę ponosi Cesarstwo Niemieckie i nakazała zapłacić Trzeciej Rzeszy 50 milionów USD, czego ta odmówiła. Ostatecznie dopiero w roku 1953 obie strony ustaliły kwotę odszkodowania na 95 milionów USD (włączając w to odsetki). Ostatnia rata została wpłacona przez stronę niemiecką w roku 1979.